# Nobel Vredescentrum
Het Nobel Vredescentrum, in het Noors: Nobels Fredssenter, in het Engels: Nobel Peace Center, is een instituut in de Noorse hoofdstad Oslo gewijd aan de Nobelprijs voor de Vrede.
Het centrum is sinds 2005 gevestigd in het voormalige treinstation Station Oslo-Vestbanen (Weststation) aan het plein Rådhusplassen.